# Orsodacnídeos
Os Orsodacnídeos (Orsodacnidae) são uma pequena família de besouros de folha, anteriormente incluídos como uma subfamília dentro dos Chrysomelidae. É a menor das famílias crisomelóides da América do Norte; Oxypeltidae é menor, com apenas três espécies na América do Sul. Uma espécie fóssil de Aulacoscelis é conhecida do Cretáceo Inferior ( Aptiano - Albiano ) Grupo Santana do Brasil.

## Gêneros
- Aulacoscelis
- Janbechynea
- Orsodacne